# Triaenodes trivulcio
Triaenodes trivulcio är en nattsländeart som beskrevs av Schmid 1994. Triaenodes trivulcio ingår i släktet Triaenodes och familjen långhornssländor. Inga underarter finns listade i Catalogue of Life.